# Carlo Sacconi
Carlo Sacconi (9 de maio de 1808 — 25 de fevereiro de 1889) foi um cardeal italiano, pró-datário da Dataria Apostólica e Decano do Colégio dos Cardeais.

## Biografia
Carlo nasceu em Montalto, segundo filho de Giacinto Vincenzo Sacconi e Carolina Rosati Sacconi. Seu nome de batismo era Carlo Gregorio Polidoro Nicola Giambattista Giacinto Giuseppe Maria Domenico Vito Gabriele. Estudou no Seminário de Fermo e fez seu doutorado in utroque iure em direito canônico e direito civil na Universidade La Sapienza.
Foi ordenado padre em data incerta. Na diocese de Montalto, foi professor em seu seminário em 1829, cânone do seu capítulo da catedral e pró-vigário geral. Trabalhou na Sagrada Congregação do Conselho Tridentino por três anos. Camerlengo di onore in abito panoazzo, em 1832. Auditor na nunciatura no Piemonte, 1839; chargé d'affaires ad interim, janeiro de 1844. Chargé d'affaires na Toscana, 1845-1847. Nomeado internúncio na Baviera, de 13 de novembro de 1847 a 1851.
Eleito arcebispo-titular de Niceia em 27 de maio de 1851, sendo consagrado em 8 de junho, pelo Cardeal Giacomo Filippo Fransoni, na igreja de Ss. Vincenzo ed Anastasio, Roma, assistido por Giuseppe Valerga, patriarca latino de Jerusalém, e por Rudesindo Salvado Rotea, OSB, bispo de Port Victoria. Tornou-se núncio apostólico na Baviera em 6 de junho, onde permaneceu até 4 de outubro de 1853, quando foi transferido para a França. Assistente no Trono Pontifício, 11 de dezembro de 1860.
Criado cardeal-presbítero no consistório de 27 de setembro de 1861, recebeu o barrete cardinalício e o título de Santa Maria do Povo em 30 de setembro. Responsável pela construção e organização do Seminário Latino-Americano, em Roma, a partir de 22 de janeiro de 1863. Prefeito da Economia da Sagrada Congregação de Propaganda Fide e da Reverenda Câmara de Despojos, 29 de agosto de 1863 e depois prefeito do Supremo Tribunal da Assinatura Apostólica em 20 de dezembro de 1867. Protetor do Colégio Latino-Americano em S. Andrea in Quirinale, 22 de abril de 1868. Participou no Concílio Vaticano I, entre 1869 e 1870.
Promovido para a ordem de cardeais-bispos e assume a sé suburbicária de Palestrina em 8 de outubro de 1870. Feito pró-datário de Sua Santidade em 2 de junho de 1877, foi reconduzido pelo Papa Leão XIII em 5 de março de 1878, ocupando o cargo até sua morte. Passa para a sé suburbicária de Porto e Santa Rufina em 15 de julho de 1878. Passa para a sé suburbicária de Óstia-Velletri em 24 de março de 1884, quando se torna Decano do Colégio dos Cardeais e prefeito da Sagrada Congregação Cerimonial.
Cardeal Sacconi faleceu em 25 de fevereiro de 1889, às 16h15, de pneumonite, no palácio da Dataria Apostólica, em Roma. O corpo foi transferido para a basílica de Ss. XII Apostoli, em 27 de fevereiro, às 11h, após a absolvição, levado para o cemitério Campo di Verano, Roma, e depois, transferido para Montalto e enterrado no túmulo de sua família. O funeral ocorreu na mesma basílica em 4 de março, a missa foi celebrada por Félix-Marie de Nekere, arcebispo-titular de Melitene e a absolvição final foi dado pelo cardeal Raffaele Monaco La Valletta, bispo de Albano, onde outros vinte e dois cardeais estavam presentes.

## Conclaves
- Conclave de 1878 - participou da eleição do Papa Leão XIII[2]